# Pierre Seginaud
Pierre Seginaud foi um ciclista francês que representou França competindo em três provas de ciclismo de pista nos Jogos Olímpicos de Verão de 1908 em Londres. No ano de 1910, Seginaud ficou em segundo lugar no sprint do Campeonato Mundial de Pista Amador.